# Humberto Effe
Humberto Effe é compositor, cantor e fundador da banda carioca Picassos Falsos.
Humberto gravou seu primeiro disco, em 1987, como vocalista e  compositor da banda Picassos Falsos. Em 1988, a banda lança seu segundo disco Supercarioca . Em 1990 o grupo interrompe suas atividades e Humberto Effe segue sua carreira solo.
Em 1995,  Effe lançou seu disco solo HUMBERTO EFFE (Virgin)  no qual, mais uma vez, destacava a fusão do universal com o regional em nossa música. Neste álbum, por exemplo,  Effe foi o primeiro artista pop brasileiro a gravar Bezerra da Silva com a música O Preto e o Branco , que teve um vídeo assinado pela cineasta Sandra Kogut. O álbum foi produzido pelo produtor Chico Neves (Fernanda Abreu, Lenine, Paralamas do Sucesso, Skank)
Em 2001, a banda Picassos Falsos voltou a se reunir e lançou, em 2005, o  disco Novo Mundo. 
Com Dado Vila Lobos, é  parceiro presente em seu primeiro disco pós-Legião Urbana , Jardim de Cactus (2009) com as musicas Quase Nada, Natureza e Laufunk, além de ter participado como autor da trilha sonora do Filme Bufo e Spallanzani assinada por Dado. Com Samuel Rosa,  fez duas canções que estão no  álbum do Skank, “Carrossel”Carrossel (álbum de Skank) de 2006, lançado em setembro do mesmo ano, Notícia e Cara Nua e que continuavam uma parceria iniciada no disco anterior da banda mineira, “Cosmotron”(2003), com a música Pegadas Na Lua de Effe e Samuel .
É autor em parcerias com Roberto Frejat de Sol de Domingo no disco “Amor pra Recomeçar” , com Dé Palmeira , uma delas, a canção “Porta Bandeira” gravada pelo ex BBB André Gabeh e lançada na trilha da novela “Sabor da Paixão” . E com músicas gravadas por  Marina Lima, Toni Platão, Cris Braun entre outros artistas.
Entre 2006 e 2007, Effe lançou primeira vez  um formato de show voz e violão, dando ênfase no seu lado autoral e tendo feito shows em São Paulo e No Rio de Janeiro, sendo um dos principais uma pequena temporada na Sala Funarte do Rio.
Em 2012, Effe e Picassos Falsos, iniciam uma turnê temática comemorando os 25 anos do Album Supercarioca. A turnê comemorativa dá origem  a uma releitura do disco, regravado ao vivo pelo grupo, nos estúdios da gravadora Deck Disc  e que resultou em um documentário sobre o álbum, exibido em 2014, pelo Canal Brasil, e produzido pela própria Deck Disc.
Em 2017 Humberto Effe lança com o Picassos Falsos mais um disco de inéditas da grupo “Nem tudo pode se ver”  após um crowdfounding bem sucedido, para a produção do álbum, realizado junto aos fãs da banda em todo o Brasil.  
Durante 2019, Effe apresentou seu novo show Plano Sequência, um espetáculo com artistas convidados, em casas do Rio de Janeiro  e Belo Horizonte .  No repertório uma amostra de toda sua trajetória de autor e intérprete e músicas de artistas que fizeram parte de sua memória musical, de João Bosco à Ismael Silva, de Luiz Melodia a Noel Rosa.
Em 2020 Humberto Effe lançou o single "A Vontade e o Medo", retomando a carreira solo. O single, produzido pelo guitarrista e produtor Jr. Tostói , foi lançado em agosto de 2020  e o segundo single "Frágil"  em parceria com Humberto Barros e também produção de Jr.Tostoi foi lançado em Janeiro de 2021. Ambos Lançados pelo selo Backing Stars